# Jerry Schatzberg
Jerry Schatzberg (* 26. června 1927 New York) je americký fotograf a režisér. Začínal jako fotograf; fotografoval mnoho osobností, jako byli například Bob Dylan, Nico, Miloš Forman nebo Jane Fondová. Svůj první film Žena s tajenkou natočil v roce 1970 a hlavní roli v něm ztvárnila Faye Dunawayová. Mezi jeho další filmy patří Panika v Needle Parku (1971) nebo Strašák (1973)